# 아파치 하모니
아파치 하모니(Apache Harmony)는 아파치 소프트웨어 재단이 개발한 오픈 소스의 자유로운 자바 구현체이다. 2005년 5월초에 발표되었으며 2006년 10월 25일 이사회에서 아파치 하모니를 최상위 프로젝트로 선정했다. 하모니 프로젝트는 2011년 2월 기준 J2SE 5.0에 대해 99%의 완성도와 Java SE 6에 대해 97%의 완성도를 달성했다. 안드로이드 운영체제는 역사적으로 하모니(Harmony)의 주요 사용자였지만 Android Nougat버전 이후 OpenJDK 라이브러리쪽으로 의존하는 경향이 있다.

## 같이 보기
- 달빅 (소프트웨어)
- GNU 클래스패스
- ART